# إبراهيم علي (سياسي)

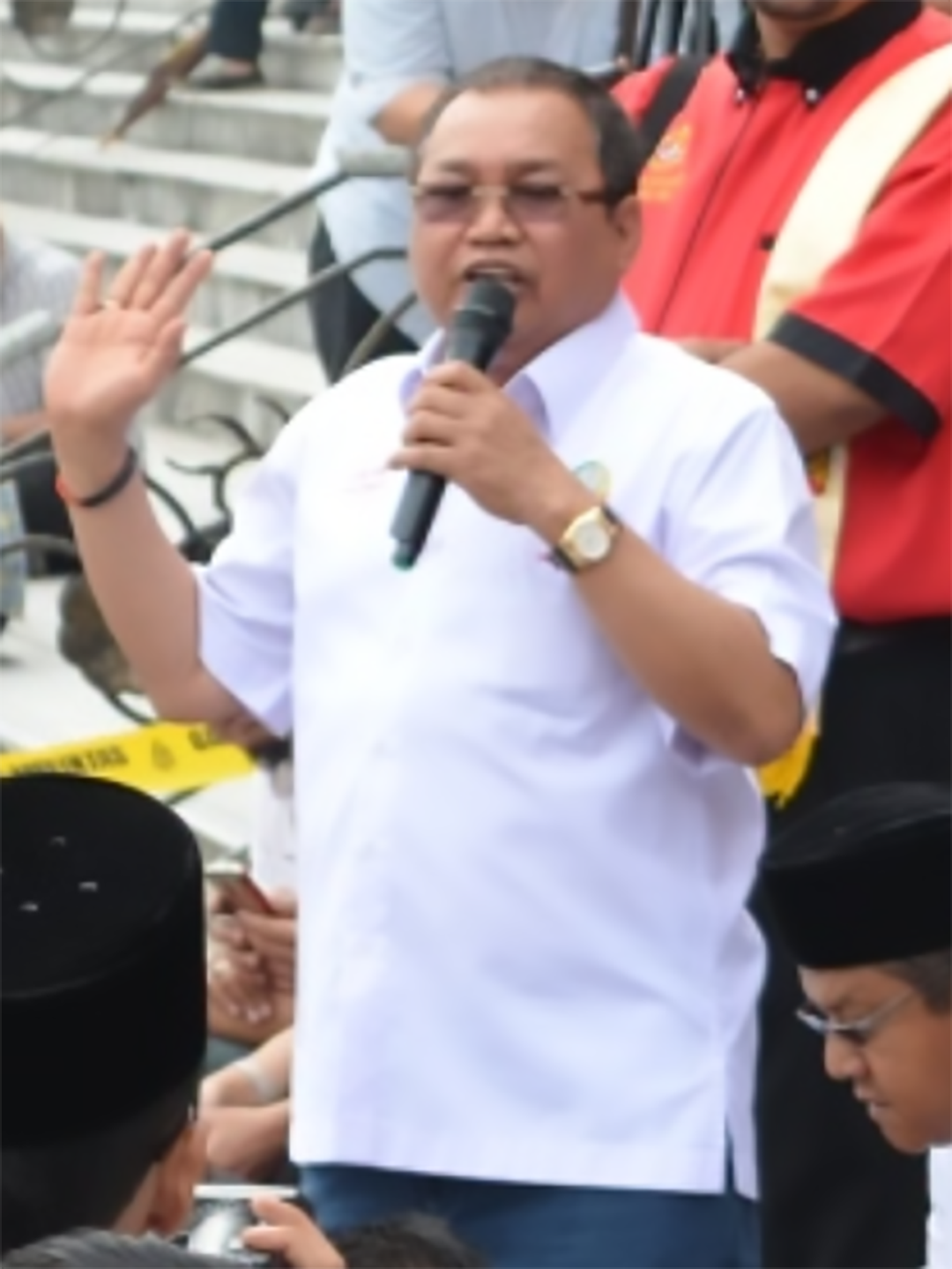
Ibrahim Ali

إبراهيم علي (بالملايوية: Ibrahim Ali) هو سياسي ماليزي، ولد في 25 يناير 1957 في ماليزيا. انتخب عضو ديوان الرعية ‏.